# Traton
Traton SE, även Traton Group, är sedan september 2018 namnet på Volkswagens divisioner för tunga lastbilar och bussar, tidigare Volkswagen Truck & Bus AG. Det är ett dotterföretag till Volkswagen AG som äger 88,5% av aktierna efter börsnoteringen sommaren 2019.  
Traton Group innefattar framför allt fordon under varumärkena  Scania och MAN. Traton är också minoritetsägare i den amerikanska fordonstillverkaren Navistar International med en aktieandel på 16,9 procent. MAN äger vidare sedan 2009 en minoritetsandel på 25 procent i kinesiska Sinotruck i Jinan.